# 備蓄
備蓄（びちく、羅: acervum、仏: stock、réserve、英: store、stockpile）とは、将来の需給の逼迫に備えて物資（資源や食料）を蓄えること。大和言葉で「たくわえ」とも。

## 概要
備蓄とは、将来的に予測される需要と供給のバランスが崩れる事態、あるいは戦争、災害、パンデミックなどに伴い発生すると予想される供給の停止・激減などに備えて、必要な物資を蓄えておくことである。なお平時の流通においても、生産側から消費側に物資が流通する過程で、在庫の形により一定の変動に対応可能なシステムが備わっているが、備蓄と表現する場合には、より積極的にそれら物資を貯蔵し、異常事態に備えることを指す。
保存性が高く、長期間の貯蔵をしても問題が生じにくい性質の物資や、保存食などは、コスト（在庫コスト、倉庫の費用など）さえ見合えば行えることになる。保存性の低い物資の場合は、使用期限（食品・飲料では消費期限）に注意を払いつつ、備蓄する必要が出てくる。大抵は先入れ先出し（FIFO）の方法で、つまり先に入手したものから先に使う、という方法で順次入れ替えが行われるのが一般的である。ただし、組織の性質や、物資の性質によっては、ある物資に関しては定期的に「総入れ替え」される場合もある。例えば防災用の非常食は、「総入れ替え」される傾向が顕著である。
特定の物資が欠乏することが、組織や個人の存続に関わるような場合は特に注意深く備蓄が行われる傾向がある。「生存戦略」を考える場合、必須物資の備蓄が行われるのである。様々な国・組織・集団（＝社会）が、何らかの形で、必要物資の調達と備蓄を進めている。国家的レベルで行うものも、組織レベル、家庭レベル、個人レベルで行うものも、どれも指しうるわけである。

### 政府レベル
政府レベルでは、古くは飢饉や飢餓・天災に備えた食糧備蓄が行われてきた。近代では食料品、戦略物資、衛生物資などの備蓄が進められている。
食糧の備蓄
食糧が無くなれば、国民・市民の生命が失われるような危機的な状況に陥ってゆくことになる。そこで、多くの国家が基本的な食品に関しては備蓄を確保する傾向がある。食糧自給率が高い場合は比較的安全なのだが、食糧自給率が低い国では食料備蓄に注意深くならざるを得なくなる傾向がある。
燃料の備蓄

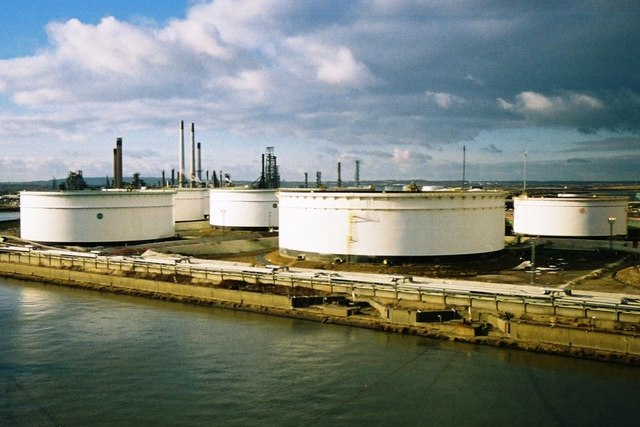
石油の備蓄

燃料は照明、調理、暖房など幅広い用途につかわれる。交通機関については、人が馬に乗り、車が馬に引かれ（馬車）、船が帆で進んでいた時代はさほど問題にはならなかった。近代以降、石油で乗り物の多く（自動車、船舶、航空機等）が動くようになり、石油なしではほとんどの乗り物が動かなくなった。19世紀～20世紀以降は、燃料の備蓄が途絶えると、基本的に、車、船舶、航空機等々を動かすことができなくなるので、経済の諸活動が停止してしまう。また軍用機、艦船、軍用車 等々が動かせなくなり、軍隊の機能も停止してしまい、まともに戦うこともできなくなる。石油は、石炭や天然ガスなどとともに、発電も支えている。したがって、近代・現代では、石油の備蓄は国家戦略上、非常に重要視されている。

### 小組織や家庭

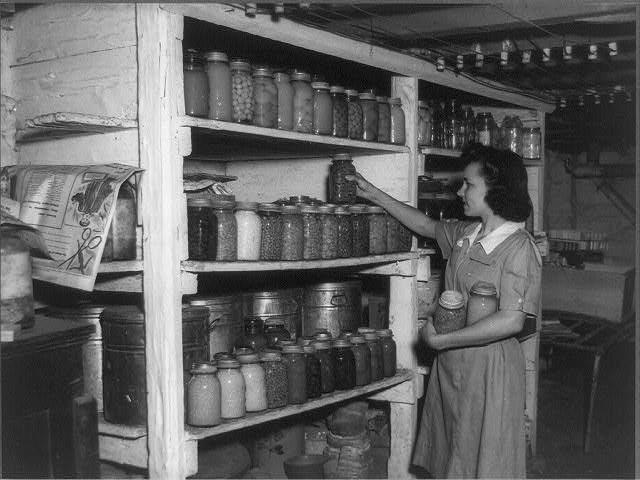
個人的な備蓄。（米国、バージニア州、1942年）

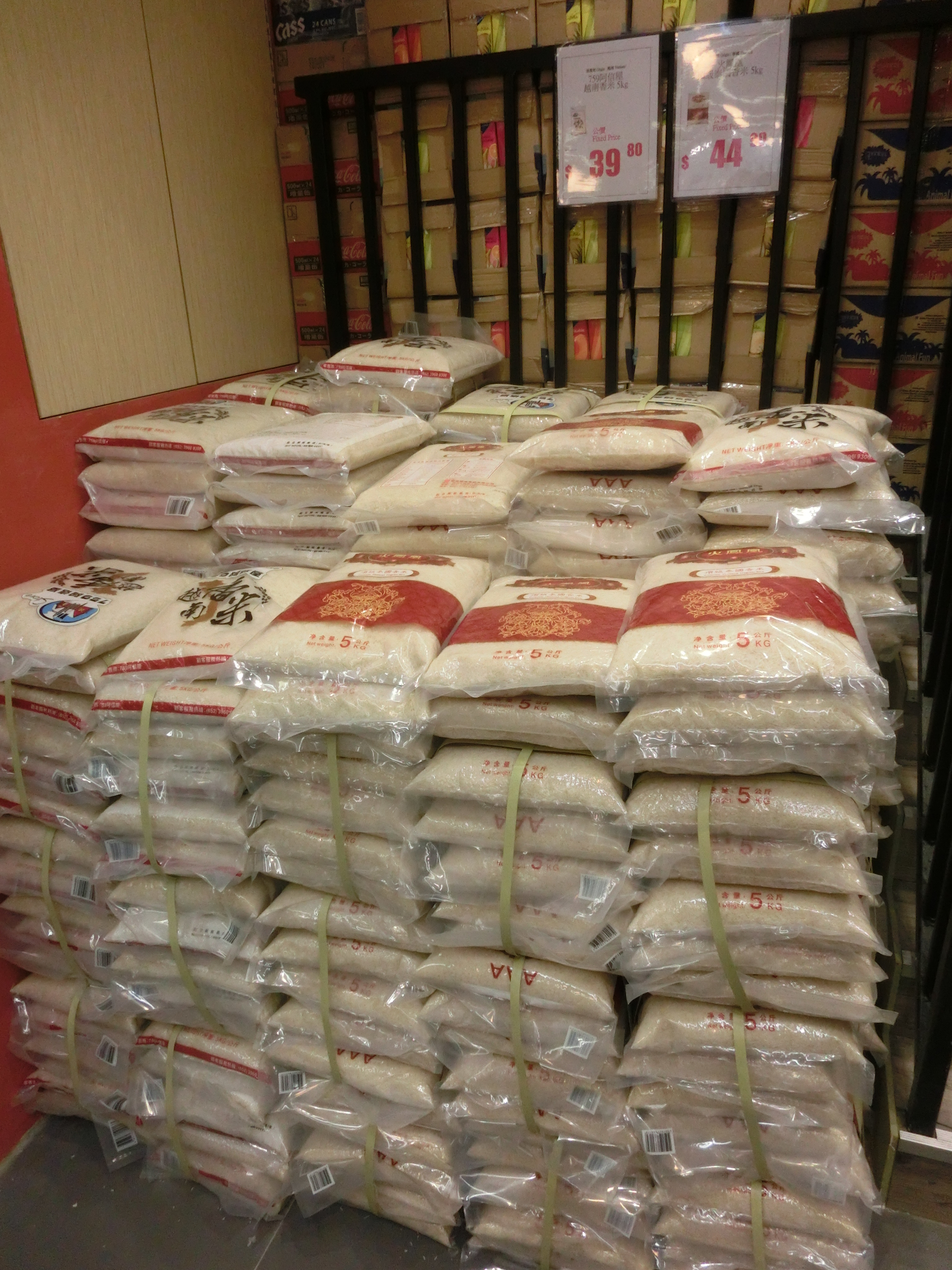
店舗内での備蓄。商業会計上、あるいは経理上（簿記上）は、「在庫」という扱いになっている。

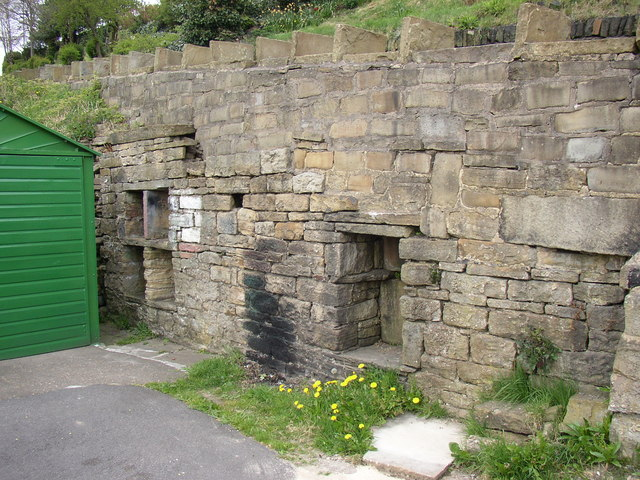
食糧備蓄のために行われてきた施設の遺跡。

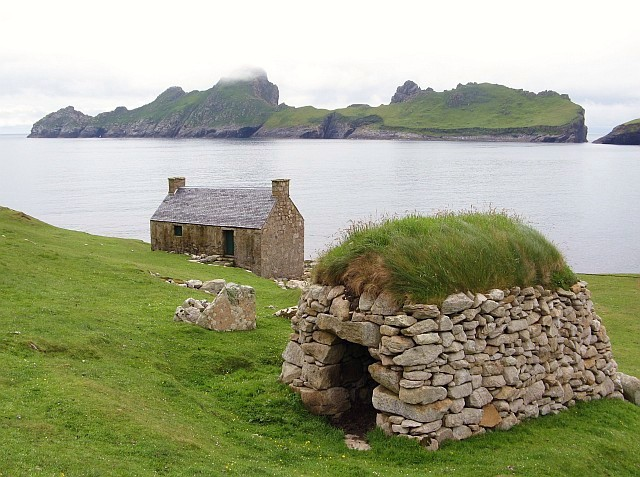
同じく、歴史的な食糧備蓄施設。野菜の種類にもよるが、生野菜の保存場所としては、地中の場所や半地下の場所（野菜が元々あった環境に近く、呼吸をできる場所）で暗い場所が向いている、とされている。

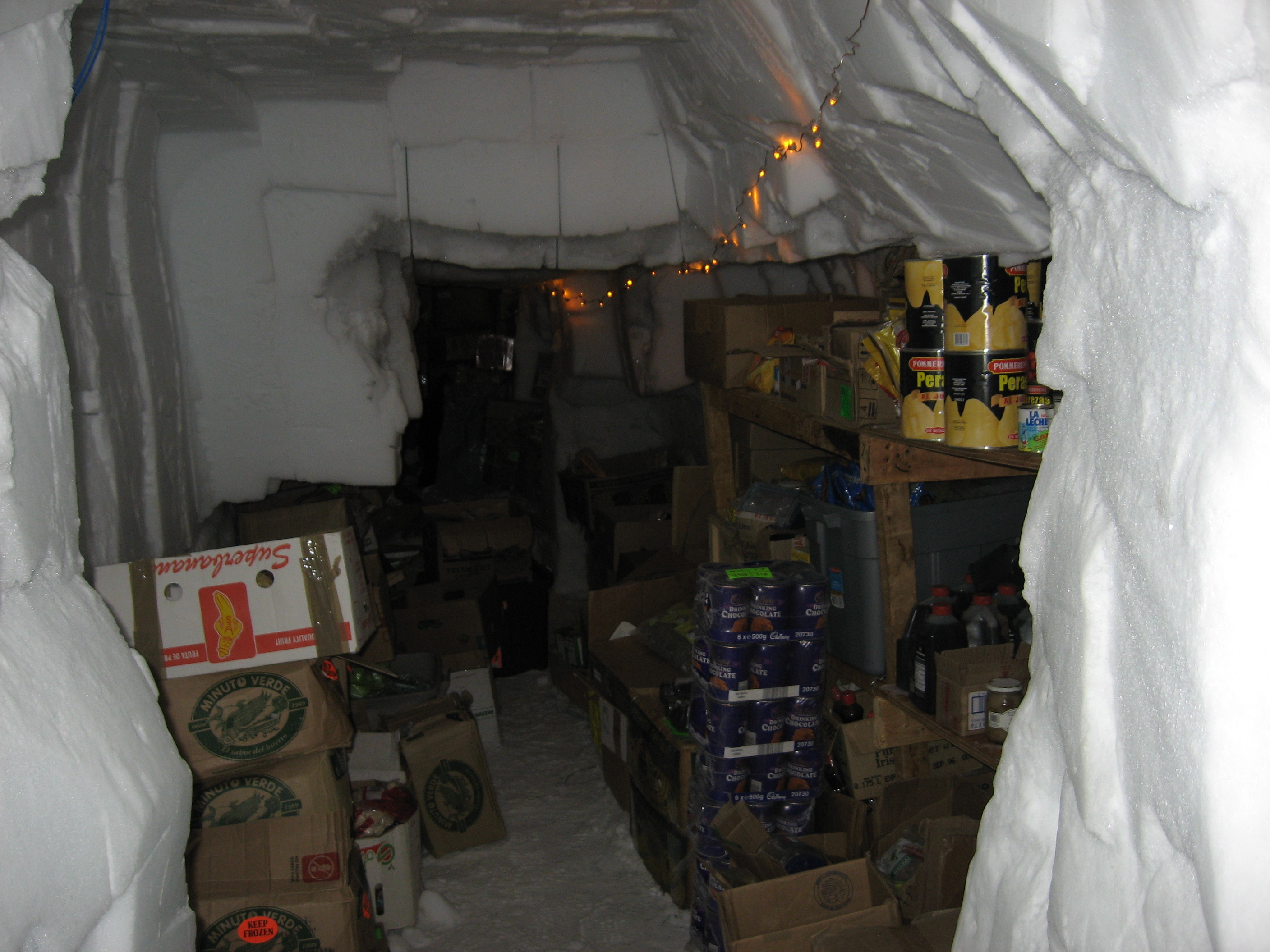
南極基地における備蓄

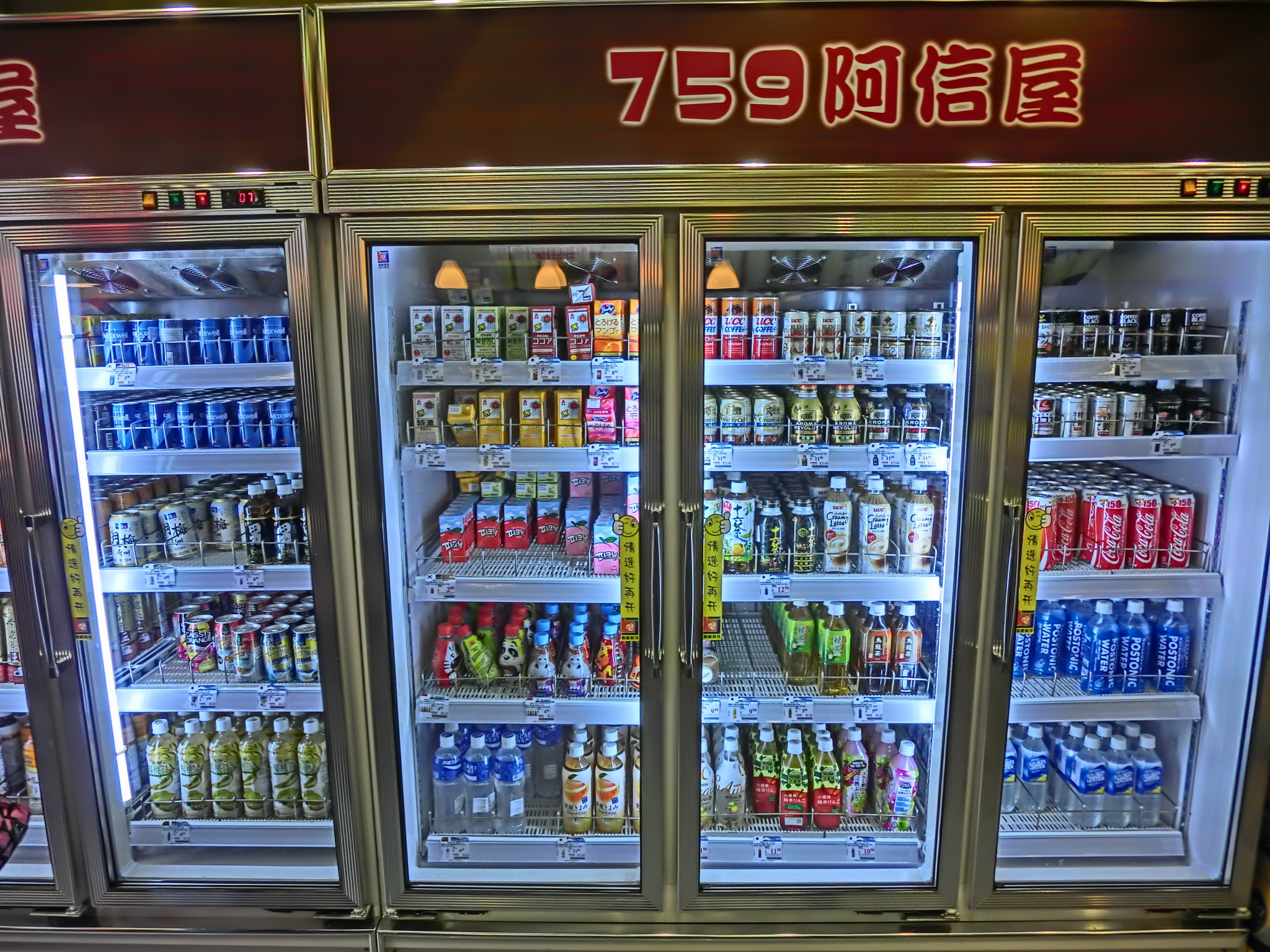
店舗の棚に余裕量を持たせて並べられた商品

流通の専門家や防災の専門家などからは、店舗の商品棚に並んでいる商品も一種の備蓄としての機能を持っている、ということが指摘されることがある。いざ災害となった場合は、商品棚に並んでいる商品も、地域住民の生命をつなぐ上で重要な役割を果たすことになる。
ただし、備蓄というのは基本的に、普段から、将来を見越して先手を打って行っておくことである。災害などが起きてしまってから、「後手に回って」あわてて購入するようなことは基本的には「備蓄」とは言わない。災害などが起きてしまってから大量買いするような行為は「備蓄」とは呼ばず「パニック買い」と言う。例えば、1973年の日本では、石油ショックが起きてしまってから、噂に翻弄されてトイレットペーパー騒動や洗剤騒動を起こした。あくまで、備蓄は、平時からそれぞれの判断で先手を打って行うのが肝要である。

## 歴史
- 16世紀ヨーロッパで、鉛筆の材料となる黒鉛は、現在でいう戦略物資並に重要なものだった。同様に、近代的なパルプによる製紙法が確立する以前の紙の材料が不足した時代には、紙の原料も重要物資だった。

## 中国
中国の食糧備蓄に関する資料がある。

## 日本
日本では古くから各共同体、各家庭が食糧などの備蓄を行ってきた。そのために様々な保存食が発明された。
縄文時代には縄文土器に様々な食品が蓄えられた。弥生時代には弥生土器に取って代わり、高床建築の木造建物内に備蓄された。食品を備蓄する場合、ネズミなどによる食害を防ぐ工夫も必要だった。
最近では、2000年問題やインフルエンザの流行、東日本大震災、新型コロナウイルスの蔓延などの反省も踏まえて、各家庭がそれぞれしっかり備蓄を行うことを、日本の行政機関も奨励するようになった。
東京都は2005年、11月19日を「備蓄の日」に定め、保存食などを各家庭に備えるよう呼び掛けている。日取りは、「1」年に「1」度は、びち(1)く(9)の確認をという趣旨から選ばれた。

### 歴史的に行われてきた食糧備蓄
- 義倉（奈良時代）
- 常平倉・穀倉院（平安時代）
- 城付米、郷倉、囲い米（江戸時代）
- 固寧倉 - 江戸時代後期に姫路藩家老の河合道臣が藩内に整備した。

### 現在の国家備蓄物資
- 食糧（震災に備えた非常食も含む）。北海道庁では、釧路において食糧備蓄基地構想が研究推進されている。
  - コメ - 政府備蓄米
  - 麦 - 国が一定期間備蓄した上で、販売する方式がとられた。平成22年に国の備蓄制度が廃止され、「即時販売方式」に変えられ、民間の製粉企業が2-3か月分の備蓄を行うことになった。
- 燃料 - 石油。LPG
- ワクチン
- レアメタル

## アメリカ
- en:Strategic National Stockpile(医薬品)
- en:Strategic uranium reserves(ウラン)
- en:National Helium Reserve（ヘリウム）
- en:Strategic grain reserve（穀物）
- ガバメントチーズ（英語版）

## スイス
4年に一度備蓄計画の見直しが行われている。
- 義務貯蔵（Pflichtlager） - スイスが供給危機による影響を受けている場合、又はスイスが国際的に放出を義務づけられている場合にのみ、連邦国民経済大臣の決定により放出することができる備蓄
  - 義務的責任在庫（obligatorische Pflichtlagerhaltung） - 連邦政府が民間企業と契約している4か月分（目標6か月）を乗り切る食料、エネルギー、医薬品の備蓄
  - 任意的責任在庫（freiwillige Pflichtlagerhaltung） -  連邦政府が民間企業と契約している政府指定の備蓄物資以外の備蓄品
- 家庭内備蓄（Haushaltvorrat） - 各家庭にパンフレットを配り推奨している備蓄
  - 基礎的備蓄（Grundvorrat） - 食料14日分
  - 追加的備蓄（Ergänzungsvorrat）- 食料以外（生理用品、燃料、ペットフードほか）
  - 飲料備蓄（Getränkevorrat）- 飲み物2日分

## ドイツ
- 家庭側で自主的に備蓄しているPrivate Vorräte
- 食料安全保障供給法（ドイツ語版）